# Ингол
Ингол — упразднённый посёлок в Таштагольском районе Кемеровской области. На момент упразднения входил в состав Усть-Кабырзинского сельского поселения. Исключён из учётных данных в 2000 году.

## География
Посёлок располагался на безымянном ручье притоке реки Александровка, на расстоянии приблизительно 12 км по прямой к востоку от города Таштагол.

## История
Основан в 1906 г. По данным на 1926 году улус Ингол состоял из 3 хозяйств. В административном отношении входил в состав Тугунского сельсовета Горно-Шорского района Кузнецкого округа Сибирского края.
Законом Кемеровской области от 25 октября 2000 года № 708 посёлок исключен из учётных данных.

## Население
| 1970 | 1979 | 1989 |
| ---- | ---- | ---- |
| 23   | ↘8   | ↘2   |

По переписи 1926 г. в улусе проживало 9 человек (5 мужчин и 4 женщины), основное население — шорцы.